# Monsieur Octave
Pour plus de détails, voir Fiche technique et Distribution.
Monsieur Octave est un film français de Maurice Boutel (signé Maurice Téboul) réalisé en 1951 et qui n'est sorti qu'en province.

## Fiche technique
- Titre : Monsieur Octave
- Réalisateur : Maurice Boutel
- Scénariste : Maurice Boutel
- Photographie : Pierre Petit
- Son : Jacques Gallois
- Société de production :  Compagnie Parisienne Cinématographique
- Format : Noir et blanc - Son mono
- Genre : Comédie
- Date de sortie : 1951

## Distribution
- Pierre Larquey : Monsieur Octave
- Marcel Pérès
- Mady Berry
- Raymond Cordy
- Marguerite Pierry
- Édouard Delmont
- Irène de Trébert
- Paul Azaïs
- Georges Bever
- Léonce Corne
- Juliette Faber
- Grégoire Gromoff
- René Génin
- Yvonne Hébert
- Maximilienne
- Gaston Modot
- Guy Saint-Clair
- Louis Seigner
- Robert Seller